# Joaquim Marques Batista de Leão
Joaquim Marques Baptista de Leão (Rio de Janeiro, 06 de janeiro de 1847 — Paris, 5 de novembro de 1913) foi um almirante brasileiro. Ocupou o cargo de ministro da Marinha do Brasil, de 15 de novembro de 1910 a 11 de janeiro de 1912, no governo de Hermes da Fonseca.

## Biografia
Joaquim Marques Batista de Leão nasceu no Rio de Janeiro, até então capital do Império do Brasil, no dia 6 de janeiro de 1847. Aspirante a guarda-marinha em 1863, foi efetivado dois anos depois. Em janeiro de 1867 foi promovido a segundo-tenente, em abril de 1868 a primeiro-tenente. Combateu na Guerra do Paraguai (1864-1870) e em decorrência recebeu a medalha de ouro do serviço militar e a medalha da passagem de Humaitá, além das medalhas do Mérito Militar oferecidas pelos governos do Brasil e da Argentina. Em 1879 foi promovido a capitão-tenente e posteriormente a capitão de fragata. Em junho de 1894, quando alcançou a patente de capitão de mar e guerra, assumiu por um ano a presidência do Clube Naval. Voltou a presidir a instituição entre junho de 1903, ano em que foi promovido a contra-almirante, e junho de 1904. Em 15 de novembro de 1910, ao ter início o governo do presidente Hermes da Fonseca (1910-1914), foi nomeado ministro da Marinha sucedendo o então contra-almirante Alexandrino de Alencar. Permaneceu à frente do ministério até janeiro de 1912, quando pediu exoneração e foi substituído pelo contra-almirante Manuel Inácio Belfort Vieira. Após seu afastamento do ministério foi promovido a almirante. Joaquim Marques Batista de Leão faleceu em Paris, França em 5 de novembro de 1913.

## Revolta da Chibata
Enviou um relatório ao presidente Hermes da Fonseca reconhecendo o erro, o anacronismo, de se manter o castigo da chibata 22 anos depois da Abolição da Escravatura, recomendando treinamento de marinheiros e oficiais para uma nova era, uma Nova Marinha (como ele diz). Assim como sugerindo que o almirantado composto de oficiais muito velhos pedisse demissão, como ele estava fazendo ao entregar o relatório.

## Citações
"Foi depois da noite de 22 de novembro, quando os canhões dos dreadnougths despertaram a população desta cidade com a ameaça de mortífero bombardeio, que se procurou o modo pratico de formular um projecto que, extinguindo Inteiramente os castigos corporaes no Exercito e na Armada"
"Para conseguir o resultado que todos certamente almejam, pela minha parte darei exemplo aos meus velhos companheiros: não podendo servir á nova Marinha com o zelo e a actividade com que me dediquei á antiga, como Segundino Gomensoro, declaro que cumprirei um dever de consciência deixando uma vaga no quadro da Armada..." (p.75)

## Homenagens
Em sua homenagem, foram nomeadas as avenidas Marques de Leão (bairro da Barra, em Salvador) e Almirante Marques de Leão (bairro do Bixiga, São Paulo). A Marinha brasileira possui também o Centro de Adestramento Almirante Marques de Leão, fundada em 23 de outubro de 1943.